# Edmund Tarbell
Edmund Charles Tarbell, né le 26 avril 1862 à Groton (Massachusetts) et mort le 1er août 1938 à New Castle (New Hampshire), est un peintre impressionniste américain. Il était membre des Ten American Painters.

## Biographie
Il est né à West Groton dans le Massachusetts dans une famille d'origine anglaise arrivée en Amérique en 1647. Son père, Edmund Whitney Tarbell, contracta la fièvre typhoïde pendant son service durant la Guerre de Sécession et mourut en 1863. Sa mère, Mary Sophia Fernald, se remaria par la suite avec David Frank Hartford et déménagea avec lui à Milwaukee, dans le Wisconsin ; le jeune Ned et sa sœur Nellie Sophia restèrent à Groton, où ils furent élevés par leurs grands-parents du côté du père.
Dans sa jeunesse, Tarbell suivit les cours d'art de George H. Bartlett à la Massachusetts Normal Art School. Entre 1877 et 1880, il fut en apprentissage à la Forbes Lithographic Company à Boston. En 1879, il entra à la School of the Museum of Fine Arts de Boston, où il suivit l'enseignement d'Otto Grundmann. Il était dans la même classe que deux des futurs membres des Ten American Painters : Robert Reid et Frank Weston Benson. En raison de son talent, Tarbell fut encouragé à poursuivre ses études en France, à Paris ; il s'y rendit et, en 1883, entra à l'Académie Julian, où il suivit les cours de Gustave Boulanger et Jules-Joseph Lefebvre. Sa formation fut à la fois marquée par l'académisme et par le mouvement impressionniste, par les classiques du Louvre et les œuvres alors en vogue dans les galeries de la ville ; cette double influence se retrouve dans ses travaux. En 1884, Tarbell commença un Grand Tour qui l'emmena en Italie, et, l'année suivante, en Italie encore, puis en Belgique, Allemagne et en Bretagne.
Tarbell retourna à Boston en 1886 et se fit illustrateur, professeur d'art privé, et portraitiste. En 1888, il épousa Emeline Souther, qui faisait partie d'une famille influente de Dorchester (Massachusetts). En 1889, Tarbell prit la suite de son mentor, Otto Grundmann, à la Museum School, où il fut un professeur populaire. Parmi ses étudiants figura Margaret Fitzhugh Browne (en). Son influence sur la peinture à Boston était si majeure que ses disciples étaient surnommés les Tarbellites. En 1914, il cofonda la Guild of Boston Artists, dont il fut le premier président jusqu'en 1924 ; en 1919, il devint principal de l'école d'art de la Corcoran Gallery of Art, à Washington (district de Columbia).
En 1891, le tableau intitulé Au verger (In the Orchard) établit sa réputation d'artiste. Il est considéré comme son principal chef-d'œuvre.

## Peintures
- 1890 - Three Sisters
- 1890 - Woman in White
- 1891 - A Girl Sewing in an Orchard
- 1891 - In the Orchard
- 1892 - Girl With Horse
- 1892 - Mother and Child in a Boat
- 1892-3 - The Bath
- 1893 - Mother and Child in Pine Woods
- 1893 - A Summer Idyll
- 1893 - An Amethyst
- 1894 - Arrangement in Pink and Gray
- 1896 - Girl's Head And Shoulders
- 1897 - Girl in Pink and Green
- 1898 - Blue Veil
- 1899 - My Family at Cotuit
- 1899 - Across The Room
- 1900 - A Sketch
- 1902 - Schooling The Horses
- 1904 - Girl Crocheting
- 1904 - By the River (Riverbank)
- 1904 - Summer Breeze
- 1906 - A Girl Mending
- 1906-7 - Girls Reading
- 1907 - Preparing for the Matinee
- 1907 - New England Interior
- 1908 - Josephine and Mercie
- 1909 - Girl Reading
- 1909 - Piscataqua River
- 1910 - Girl Mending
- 1911 - My Children in the Woods
- 1911 - Woman With Corsage
- 1912 - Mercie Cutting Flowers
- 1912 - Mrs John Lawrence
- 1912 - Dreamer
- 1913 - Reverie
- 1914 - Young Girl Studying
- 1914 - My Family
- 1916 - Nell and Elinor
- 1918 - Mother, Mercie and Mary
- 1919 - Mary and the Venus
- 1922 - Mother and Mary
- 1926 - Peonies And Iris
- 1928 - Marjorie and Little Edmund

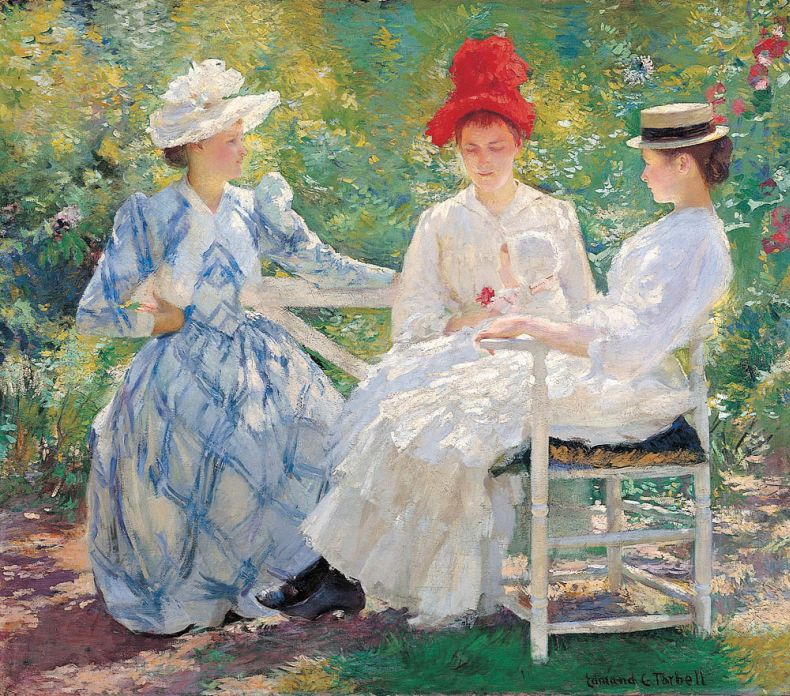
Trois sœurs, 1890.
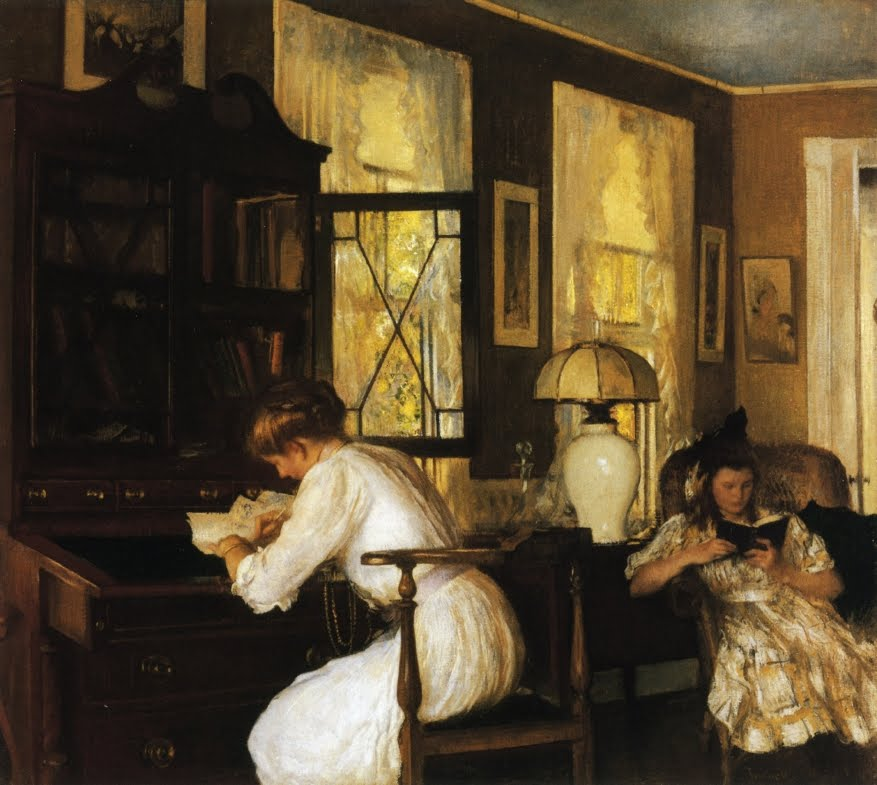
Josephine and Mercie, 1908.
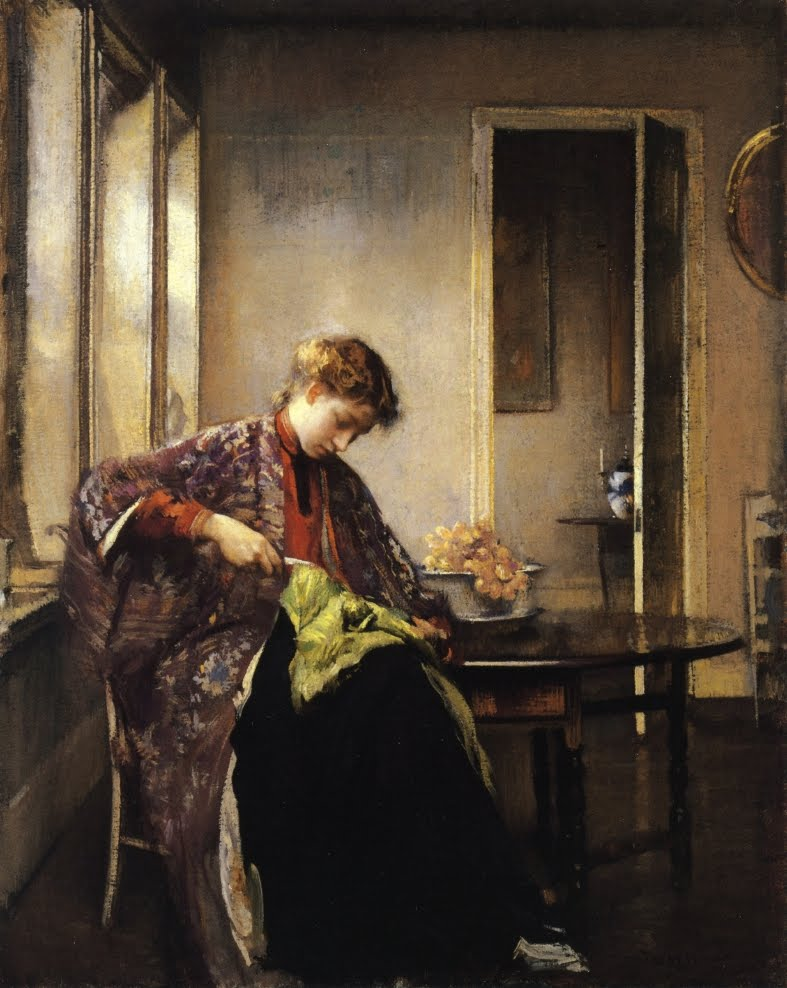
Girl Mending, 1910.
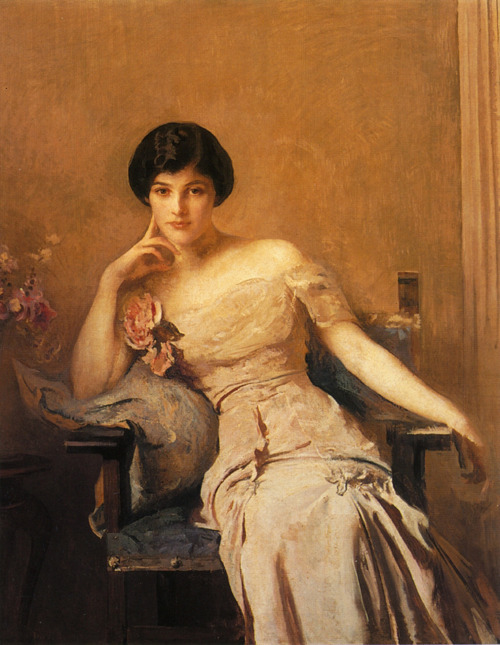
Mrs John Lawrence, 1912.
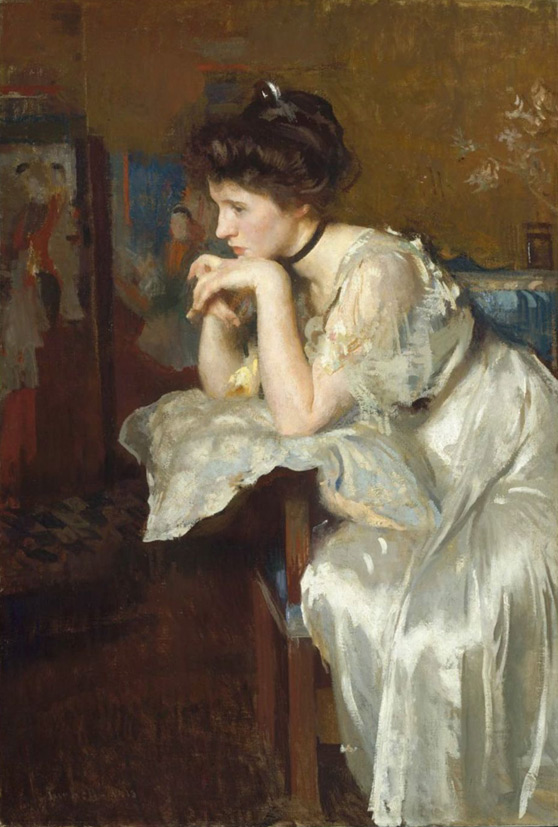
Rêverie, 1913.
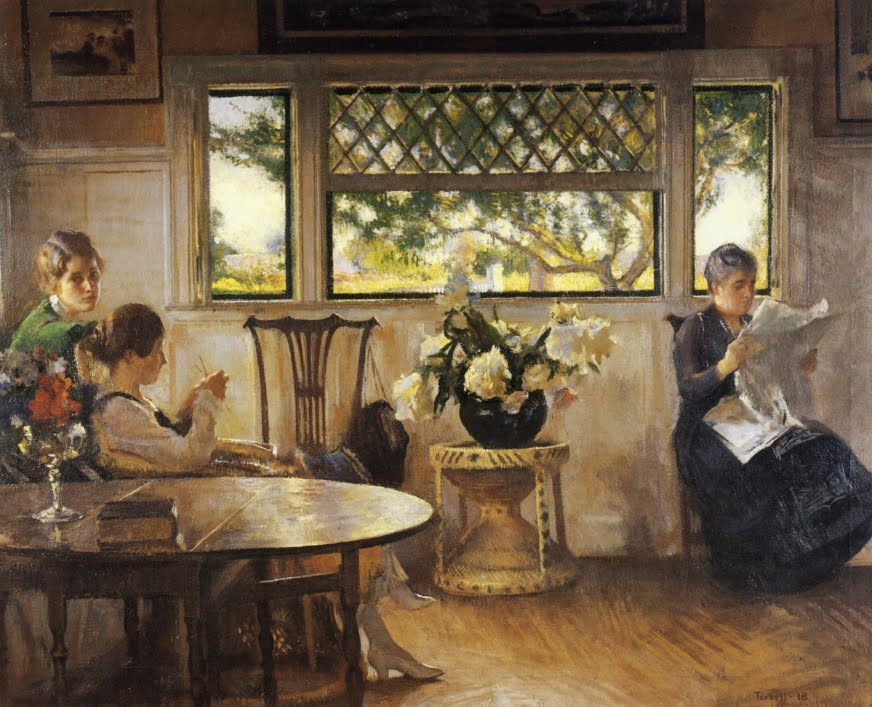
'Mother, Mercie and Mary, 1918.
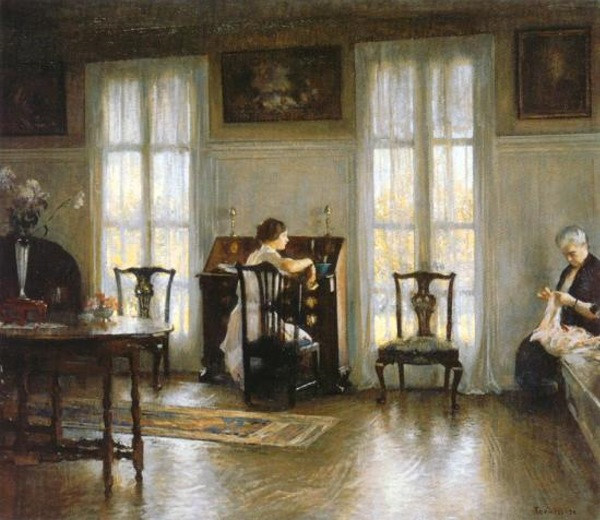
Mother and Mary, 1922.